# Orcus Patera
Orcus Patera es una depresión de la superficie de Marte, de forma irregular, de origen incierto.

## Características
Se encuentra situada en el cuadrángulo MC-15 (Elysium), al norte del Marte Vallis.
Con una dimensiones de alrededor de 360 km de largo y 100 km de ancho,  el lecho de la cuenca se encuentra a 2,5 km por debajo del datum marciano, mientras que la cresta del borde estaría al nivel del datum.
Se especula, entre otras opciones, que su origen podría ser la caldera de un volcán, el resultado de la erosión del terreno entre cráteres contiguos o un cráter de impacto, posiblemente originado por un objeto con un ángulo de impacto oblicuo cercano a la horizontal.